# تیرزپاتاید
ترزپتاید یا تیرزپاتید یا مانجارو (به انگلیسی: Tirzepatide) یک داروی ضد دیابت است که برای درمان دیابت نوع ۲ و کاهش وزن استفاده می‌شود. تیرزپاتاید از طریق تزریق زیرجلدی هفتگی (زیر پوست) تجویز می‌شود.
شایع ترین عوارض جانبی تیرزپاتاید، تهوع، استفراغ، اسهال، کاهش اشتها، یبوست، ناراحتی بالای شکم، و درد شکم هستند.
پپتید شبه‌گلوکاگون ۱ (GLP-1) و پلی‌پپتید مهارکننده معده (GIP) هورمون‌هایی هستند که در کنترل قند خون نقش دارند. پس از خوردن غذا، این هورمون‌ها توسط سلول‌های روده ترشح می‌شوند و به نوبه خود باعث ترشح انسولین می شوند. این دارو یک آنالوگ GIP با اثر طولانی است که گیرنده های GLP-1 و GIP را فعال می کند و منجر به بهبود کنترل قند خون می‌شود.
در پژوهشی در سال ۲۰۲۴ تیرزپتاید و تمرینات ورزشی به تنهایی و در کنار هم بررسی و مقایسه شدند. نتایج نشان دادند زمانی که تمرینات ورزشی با ترزپتاید با هم ترکیب شدند برتری زیادی نسبت به انجام تمرینات ورزشی به صورت تنها وجود نداشتند و اثربخشی تمرینات ورزشی در شاخص‌های مرتبط با سلامتی در افراد چاق بیشتر از مصرف ترزپتاید به تنهایی بود. با این وجود مصرف ترزپتاید به تنهایی موجب ثابت نگه داشتن وزن بدن نسبت به گروه کنترل شد.
اثربخشی تیرزپاتاید در کاهش وزن، بیشتر از سماگلوتاید است.